# 彩漆木雕小座屏
彩漆凤鹿木雕座屏，被认为是战国漆工艺品的代表作，1965年出土于湖北省江陵县望山一号墓。现藏湖北省博物馆。
器物通高15厘米、长51厘米、座宽12厘米、厚3厘米。屏外框为长方形，整体为木质，黑漆，并施以朱红、灰绿、金、银等色漆彩绘。座屏共透雕和浮雕了五十一只动物，其中大蟒二十条，小蛇十七条，蛙二只，鹿、凤、雀各四只。蟒、蛇、蛙、鹿、凤、雀均形成婉转而对称的造型，构图稳定。分别表现了鸟搏蛇、蛇吞蛙、凤舞、鹿跃等内容。座屏下部两蛇盘成的对称花结，曲折剔透，是座屏中引人注目的部分。